# RwandAir-Flug 205
Auf dem RwandAir-Flug 205 (Flugnummer: WB205) ereignete sich am 12. November 2009 ein schwerer Flugunfall, als die eingesetzte Bombardier CRJ100ER der kenianischen JetLink Express sich nach einer Notlandung nicht abstellen ließ, sich wieder in Bewegung setzte und in das Flughafenterminal des Flughafens Kigali stieß. Bei dem Zwischenfall kam ein Passagier ums Leben, zehn Menschen wurden verletzt.

## Maschine
Das betroffene Flugzeug war eine Bombardier CRJ100ER, die zum Zeitpunkt des Unfalls 12 Jahre alt war. Die Maschine mit der Werksnummer 7197 wurde am 3. November 1997 an die französische Air Littoral erstausgeliefert, welche sie mit dem Luftfahrzeugkennzeichen F-GPTF zuließ. Ab dem 18. November 2000 war die Maschine an die Lufthansa CityLine verleast, ehe sie zum 10. Dezember 2000 an die Air Littoral zurückgegeben wurde. Ab dem 25. Oktober 2002 folgte ein Leasing an Brit Air, aus dem die Maschine zum 30. Juni 2003 zurückkehrte. Am 12. Oktober 2007 wurde das Flugzeug an die kenianische JetLink Express verkauft, die dieses mit dem neuen Kennzeichen 5Y-JLD zuließ. Das zweistrahlige Regionalverkehrsflugzeug war mit zwei Turbojettriebwerken des Typs General Electric CF34-3A1 ausgestattet. Bis zum Zeitpunkt des Unfalls hatte das Flugzeug eine Gesamtbetriebsleistung von 17.170 Betriebsstunden absolviert, auf die 17.025 Starts und Landungen entfielen. Zum Unfallzeitpunkt war die Maschine mit der Bemalung der JetLink Express versehen.

## Besatzung
An Bord der Maschine befand sich eine vierköpfige Besatzung, bestehend aus einem Flugkapitän, einer Ersten Offizierin und zwei Flugbegleiterinnen.
Der 37-jährige Kapitän der Maschine war kenianischer Staatsbürger, hatte seinen Pilotenschein im Jahr 1991 erworben und war im Jahr 1992 zum Piloten im kommerziellen Flugverkehr zertifiziert worden. Neben der Bombardier CRJ100 besaß er Musterberechtigungen für Maschinen der Typen Let L-410, Piper  PA-34 und Beechcraft 1900. Die gesamte Flugerfahrung des Kapitäns belief sich auf 11.478 Flugstunden, von diesen hatte er rund 1.110 in der CRJ100 absolviert.
Die 27-jährige Erste Offizierin hatte ihre Pilotenausbildung im Juli 2002 begonnen und war im Januar 2005 in Australien zur Pilotin im kommerziellen Flugverkehr zertifiziert worden. Neben der CRJ100 besaß sie Musterberechtigungen zum Fliegen der Flugzeugtypen Cessna 152, Cessna 172, Piper PA-34, und Cessna 208. Die Erste Offizierin verfügte über 1.558 Stunden Flugerfahrung, von denen sie 533 im Cockpit der Bombardier CRJ100 absolviert hatte. Ihre Musterberechtigung für die Bombardier CRJ100 erhielt sie am 19. Februar 2009 nach 32 Stunden Training im Flugsimulator. Zu diesem Zeitpunkt hatte sie 1.025 Stunden Flugerfahrung.

## Passagiere und Flugplan
Den internationalen Linienflug WB205 von Kigali nach Entebbe hatten elf Passagiere angetreten. Unter diesen befand sich ein Techniker der Fluggesellschaft. Der Flug wurde durch die kenianische JetLink Express im Auftrag der RwandAir durchgeführt.

## Unfallhergang
Die Maschine startete um 12:54 Uhr Ortszeit vom Flughafen Kigali. Zwei Minuten nach dem Start meldeten die Piloten der Flugsicherung, dass der linke Schubhebel sich in der Startposition verklemmt habe. Der Kapitän flog daraufhin Warteschleifen, während die Erste Offizierin gemeinsam mit einem Techniker der Fluggesellschaft versuchte, das Problem mit den Schubhebeln zu beheben. Die Besatzungsmitglieder waren nicht in der Lage, den Schub des Triebwerks zu reduzieren, befolgten jedoch auch nicht die Checkliste für Fehlfunktionen des Schubhebels. Schließlich kehrte die Maschine zum Flughafen Kigali um, wobei die Piloten in der Zwischenzeit den rechten Schubhebel, der gangbar war, im Leerlauf beließen. Nach einem Fehlanflug landete die Maschine kurz auf der Landebahn 28 des Flughafens Kigali. Der Kapitän ließ die Maschine zum Vorfeld rollen und schaltete Triebwerk Nr. 2 ab, während sich Triebwerk Nr. 1 nicht abschalten ließ und bei hohem Schub verblieb. Schließlich ließ der Kapitän die Maschine zu ihrer zugewiesenen Parkposition rollen. Nachdem die Maschine zum Stehen gekommen war, diskutierte die Cockpitbesatzung mit dem Techniker das Problem mit dem nicht abzuschaltenden Triebwerk und eruierte Möglichkeiten, die Maschine zu evakuieren. Kurz darauf erhielten sie eine Warnung bezüglich einer sich überhitzenden Parkbremse. Schließlich setzte sich die Maschine nach 76 Sekunden des Stillstandes just in dem Moment in Bewegung, als Mitglieder der Bodencrew sich ihr näherten, um Unterlegkeile vor die Fahrwerksräder zu legen. Die CRJ100 rollte los und durchschlug nach einigen Metern einen Begrenzungszaun, woraufhin das vordere Fahrwerk zusammenbrach. Die Piloten schafften es noch, die Maschine scharf nach rechts von einer Maschine der Kenya Airways, die zum Start vorbereitet wurde, wegzulenken. Nach 500 Metern stieß die Maschine gegen die östliche Wand des VIP-Terminals und bohrte sich bis zum hinteren Ende des linken Haupteinstiegs in das Terminalgebäude.

## Rettungsaktion
Unmittelbar nach dem Aufprall leiteten die Flugbegleiterinnen die Evakuierung der Maschine ein. Die linke Haupttür war blockiert. Die Passagiere verließen die Maschine durch die rechte Haupteinstiegstür sowie die Notausstiege über den Tragflächen. Insgesamt wurden 10 Personen an Bord und im Terminal verletzt. Eine ruandische Passagierin erlitt schwere Verletzungen, an denen sie bei der Einlieferung in das Krankenhaus von Kigali verstarb. Unter den Verletzten waren auch die beiden Piloten. Die Erste Offizierin war nach dem Aufprall drei Stunden im Cockpit der Maschine eingeschlossen. Ein Krankenwagen, der einen verletzten Piloten zum Krankenhaus überführte, kollidierte auf dem Weg dorthin mit zwei Motorrädern und Fußgängern. Ein Fußgänger starb infolge dieses Ereignisses.
Ein Passagier hatte zwei gebrochene Rippen und eine Lungenverletzung, sechs Passagiere wurden nach einer eingehenden Untersuchung aus dem Krankenhaus entlassen. Auch die beiden Flugbegleiterinnen wurden nach einer eingehenden Untersuchung entlassen. Der Kapitän hatte ein gebrochenes Bein, die erste Offizierin einen gebrochenen Knöchel, der Mechaniker hatte Prellungen und verblieb zur Beobachtung im Krankenhaus.

## Unfalluntersuchung
Die Unfalluntersuchung wurde durch die Luftfahrtaufsichtsbehörde durchgeführt. Die Auswertung des Flugdatenschreibers ergab, dass der Triebwerksschub von Triebwerk Nr. 1 konstant 95 Prozent betragen hatte, während jener von Triebwerk Nr. 2 zwischen 28 und 88 Prozent variierte. Bei der Landung hatte die Maschine einen Triebwerksschub von 95 Prozent links und 27 Prozent rechts. Der konstant hohe Schub in Triebwerk Nr. 1 hatte sich ergeben, nachdem sich das Seil, das den Schubhebel mit dem Triebwerk verband, kurz nach der Auswahl des Startschubs gelöst hatte. Die Piloten hatten nicht in Erwägung gezogen, Handbücher und Checklisten für den Umgang mit dem Schubhebelproblem zur Hilfe heranzuziehen. Nach der Landung sei die Maschine auf dem Vorfeld zum Stehen gebracht worden, wobei das Triebwerk Nr. 1 weiterhin hohen Schub geliefert habe. Während die Piloten das Problem mit dem Triebwerk diskutierten, habe die Fahrwerksbremse überhitzt und in der Folge die Bremskraft nachgelassen.
Es wurde festgestellt, dass die Maschine am 10. November 2009 einer Wartung unterzogen worden war. Hierbei musste die Triebwerksabdeckung geöffnet werden. Der Flugzeugmechaniker, der die Abdeckung als letztes verschloss, war mit dem Schließmechanismus vertraut. Ob er diese korrekt montiert hat, konnte nicht bestätigt werden. Seit der letzten Wartung bis zum Unfall war die Maschine 4,6 Stunden in Betrieb und war innerhalb dieser Zeit sechs Flugabschnitte geflogen.
Es wurde festgestellt, dass der Sicherungsbolzen der Triebwerksabdeckung sich, kurz nachdem die Piloten beim Start vollen Schub gaben, gelöst hatte. Es wurde vermutet, dass dieser nicht korrekt montiert worden war und sich durch Vibrationen des Triebwerks löste. Der entsicherte Bolzen blockierte die Regulierung der Treibstoffzufuhr zum Triebwerk, wodurch sich dessen Leistung nicht auf herkömmlichem Wege drosseln ließ.
Gemäß der Checkliste hätten die Piloten in solch einem Fall das Triebwerk herunterfahren müssen, indem sie den Druckknopf für die Triebwerkslöschanlage betätigten. Auf diese Weise wäre die Treibstoffzufuhr zu dem Triebwerk abgeschnitten und die Landung erleichtert worden.